# Thomas-Louis de Schietere de Lophem
Thomas-Louis de Schietere de Lophem (Brugge, 27 juli 1769 - 20 januari 1824) was lid van de Tweede Kamer der Staten Generaal, burgemeester van Loppem en gedeputeerde in de Provinciale Staten van West-Vlaanderen.

## Familie
Thomas-Louis Joseph Martin Pantaléon de Schietere was de zoon van Thomas-Augustin de Schietere de Lophem (1734-1786) en van Marie-Anne Anchemant (1744-1771).
Op 1 september 1794, net uit het leger gestapt, trouwde hij met Anne-Thérèse Stochove (1776-1847). Ze hadden acht kinderen.

## Levensloop
De Schietere was zestien toen hij cadet werd in het Viersetregiment dat in Brugge garnizoen hield. In 1787 volgde hij zijn regiment naar Mechelen. Het jaar daarop werd hij tot vaandrig benoemd in een Oostenrijks infanterieregiment dat in Kroatië gekazerneerd was. Hij nam er deel aan de Oostenrijkse gevechten tegen de Turken. Na kazerneringen, onder meer in Wenen, kwam hij met zijn regiment in 1793 naar de Oostenrijkse Nederlanden, met de bedoeling het land te verdedigen tegen de troepen van de Franse republiek. Wanneer de Oostenrijkers in juni 1794 verdreven werden, nam hij ontslag uit het leger en trok hij naar Brugge en Loppem. In zijn vroegere heerlijkheid bekommerde hij zich om het ontginnen van een grote oppervlakte heidegrond.
In 1806 werd hij in de 'Garde Nationale' ingelijfd, maar hij weigerde met als argument dat hij aan de Oostenrijkers gezworen had nooit onder een ander uniform te dienen. Gevolg hieraan legde de prefect hem huisarrest op in Poperinge. Hij hield er zich onledig met de studie van de cultuur van de hop.
In 1809 liet hij zich overtuigen dat zijn vroegere eed niet meer van kracht was en liet zich in de 'Garde nationale' inlijven. Hij werd ook benoemd tot burgemeester van Loppem. Daarnaast werd hij ook benoemd tot regisseur voor de werken aan het kanaal dat zou worden gegraven voor een verbinding tussen Brugge en de Schelde.
Toen hij in mei 1815 ontslag nam als burgemeester, was het om lid te worden van de Intendentieraad van West-Vlaanderen. Nog datzelfde jaar werd hij benoemd tot Lid van de Tweede Kamer der Staten Generaal en werd hij opgenomen in de Ridderschap van West-Vlaanderen, wat de bevestiging inhield van zijn adellijke status.
In 1817 werd hij schepen van Brugge en begin 1818 gedeputeerde in de Provinciale Staten van West-Vlaanderen. In 1819 werd hij lid van de heropgerichte Edele Confrérie van het Heilig Bloed. Hij zou wellicht nog andere ambten vervuld hebben, maar op 54-jarige leeftijd overleed hij.

## Loppem
Thomas-Louis werd de laatste heer van de heerlijkheid Lophem. In november 1789, op de vooravond van de Brabantse revolutie, liet hij de nodige akte hiervoor registreren. Hij zou heer blijven, tot in 1795 de Franse republiek alle feodale titels afschafte. De familie bleef uiteraard met Loppem verbonden, en bleef wonen in het familiekasteel Ter Loo.
Toen de kerkvervolging in volle hevigheid woedde, vertrouwde de pastoor van Loppem op 25 maart 1798 de preciosa uit de parochiekerk toe aan Thomas-Louis, die ze in bewaring nam tot de storm was gaan liggen.
In 1809 werd de vroegere heer van Loppem benoemd tot burgemeester van de gemeente. Het was uitzonderlijk dat een vroegere feodale heer, burgemeester werd van wat de hem toebehorende heerlijkheid was geweest. Hij bekleedde dit ambt tot in 1815 en nam toen ontslag, vanwege zijn andere bezigheden.

## Mecenas
De Lophem had een mooie verzameling aangelegd van handschriftelijke gebedenboeken met miniaturen. Hij schonk zestien exemplaren aan de stad Brugge, die ze onder zijn belangrijkste preciosa rekent.